# Anílio (Ioánnina)
Anílio, en grec moderne : Ανήλιο, en aroumain : Chiarã, est un village du dème de Métsovo, district régional d'Ioánnina, en Épire, Grèce.
Selon le recensement de 2011, la population du village compte 587 habitants.